# 觉世名言十二楼
《觉世名言十二楼》（清）李渔的短篇小说集，又名《觉世名言》、《十二楼》

## 内容
全书十二卷三十八回：
- 《合影楼》三回
- 《夺锦楼》一回
- 《三与楼》三回
- 《夏宜楼》三回
- 《归正楼》四回
- 《萃雅楼》三回
- 《拂云楼》六回
- 《十卺楼》二回
- 《鹤归楼》四回
- 《奉先楼》二回
- 《生我楼》四回
- 《闻过楼》三回

## 《十二楼》中的清代光学史料
- 《夏宜楼》第二回有关于清代中国能自制显微镜、取火镜、千里镜的记载；科学史家认为是重要的史料。

## 中文版
- 《觉世名言十二楼》(清)李渔原著；崔子恩校點；江苏古籍出版社，1991，ISBN 7805193355
- 《十二楼》（清）李渔著；李聪慧點校 中华书局，2004 ISBN 7101035329

本书有德、英、俄、法、日等译本

## 德译本
弗兰兹·库恩Franz Kuhn:  Die Dreizehnstöckige Pagode,Steiniger Verlag,1940.

## 英译本
- Tower for the Summer Heat,Li Yu; Translation, preface, and notes by Patrick Hanan,Columbia University Press,1998 ISBN 0-231-11384-6.

1. 《夏宜楼》 A Tower for the Summer Heat
2. 《归正楼》Return-to-Right Hall
3. 《萃雅楼》House of Gathered Refinements
4. 《拂云楼》The Cloud-Scraper
5. 《鹤归楼》Homing Crane Lodge
6. 《生我楼》Nativity Room

- Li Yu: Twelve Towers: Short Stories, Tr.Mao, Nathan K. Hong Kong Chinese University Press. 1979 ISBN 9622011705